# Association des travailleurs maghrébins de France
L’Association des travailleurs maghrébins de France (ATMF) est une association visant à aider les travailleurs immigrés d’origine maghrébine en France. Créé le 19 janvier 1982, elle fait partie du réseau Migreurop. Sa création a été rendue possible par l’abrogation en octobre 1981 du décret-loi d'avril 1939 interdisant aux immigrés de s'organiser en association sans l'accord du ministère de l'intérieur.
C’est une organisation, à la fois proche des mouvements syndicaux, et à vocation sociale. Elle milite pour que les travailleurs aient des logements décents, et elle est parfois critique sur les foyers Sonacotra. Elle s’attache également à dénoncer le racisme et les discriminations dont peuvent faire l’objet certains immigrés, ou les Français issus de l’immigration.
Elle essaie également de fédérer les Maghrébins, et organiser une certaine conscience sociale dans cette communauté.
Elle fédère de nombreuses associations locales
Elle s'est engagé, aux côtés du Mrap et de la Ligue des droits de l’homme, dans la lutte pour la reconnaissance de droits civiques aux travailleurs immigrés
Elle reste critique sur la façon de réduire l’immigration, et essaie de promouvoir le développement économique des pays d’émigration, plutôt que la répression et le contrôle des frontières.
Elle s'est jointe à l’association Union juive française pour la paix (UJFP) dans l’organisation de visites en Israël et dans les Territoires palestiniens et travaille régulièrement avec cette association dans les banlieues, luttant contre le communautarisme et l’importation en France du conflit israélo-palestinien.

## Histoire
L'ATMF s'est d'abord appelée Association des Marocains de France (AMF), au moment de sa création en 1961 à l'initiative de Mehdi Ben Barka, une des figures de proue de la gauche marocaine ,, et de militants de l'Union nationale des forces populaires (UNFP).
L’AMF se divise en 1975 en deux groupes : l’AMF-bureau national et l’AMF-coordination des sections.
En 1982 l’AMF-coordination des sections prend le nom de l’Association des Travailleurs Marocains en France, ATMF, à la suite de l’abrogation en octobre 1981 du décret pétainiste qui «interdisait aux immigrés de constituer des associations selon la loi de 1901 ou de participer à leurs instance» ; en effet, les associations d'immigrés étaient catégorisées jusque-là comme «associations étrangères», ce qui entraînait une surveillance étroite de leurs actions de la part des autorités françaises.
En 2000, elle est devenue l'Association des travailleurs maghrébins de France.
La journaliste Zakya Daoud publie en 2002 un ouvrage centré sur l’histoire de l’Association des travailleurs marocains de France (ATMF), en se fondant sur des entretiens avec des membres de l'Association qui retracent leur parcours militant,.

### Sources
- Les archives de l'association sont conservées aux Archives nationales à Pierrefitte-sur-Seine, sous la cote 116AS : (Inventaire du fonds 116AS).